# إيروثيوس الأول
البطريرك إيروثيوس الأول (1800 - 1885)
بطريرك أنطاكية وسائر المشرق للروم الأرثوذكس وخليفة بطرس وبولس لكنيسة أنطاكية الأرثوذكسية.

## حياته
ولد حوالي عام 1800 في فلسطين ، ورسّم شماساً عام 1823 . وفي عام 1850 تم انتخابه بطريرك أنطاكية .
شهدت فترة بطريركيته الحرب الطائفية في عام 1860 بين المسلمين والمسيحيين في سوريا ولبنان . وكان من نتائجها نهب الكنسية المريمية الأرثوذكسية ومكاتب بطريركيتها ودار البطريركية الكاثوليكية والكنيسة الأرمنية والمؤسسات الخيرية المسيحية. كما أُحرق مشفى خاص بمرضى الجزام، كانت تموله الكنيسة، مع مرضاه جميعاً. ودخل المهاجمون دير الأرض المقدسة الإسباني وقتلوا رهبانه الثمانية وكلهم من الجنسية الإسبانية. أما الدير الفرنسي فاستطاع عبد القادر الجزائري وقواته أن ينقذوا رهبانه لكنهم لم يستطيعوا منع حرقه كاملاً. كما نُهبت وأُحرقت كل البعثات التبشيرية الأوروبية والأمريكية .
وبعد هذه الأحداث قام البطريرك إيروثيوس بترميم الكنائس والأديرة المدمّرة وفي نهاية عهده كان هناك حوالي 321 كنيسة و17 دير و75 مدرسة كنسية ، بالإضافة إلى معهد لاهوتي واحد في بيروت .

## وفاته
توفي في 25 آذار 1885 في دمشق .